# Economía del bienestar
La economía del bienestar es una rama de las ciencias económicas y políticas que trata de cuestiones relativas a la eficiencia económica y al bienestar social. Analiza el bienestar general —cualquiera que sea su medida— en términos de las actividades económicas de los individuos que conforman una sociedad.
Así, por ejemplo, Tim Besley postula que: «La economía del bienestar provee las bases para juzgar los logros del mercado y de los encargados de decisiones políticas en la distribución o asignación de los recursos» (véase Eficiencia asignativa). La Universidad de California en Berkeley acota: «Economía del bienestar: una aproximación metodológica para juzgar la asignación de recursos y establecer criterios para la intervención gubernamental»; y el Departamento de análisis económico de la Universidad de Zaragoza expande: «La economía del bienestar es la rama de la microeconomía que se ocupa de explicar el nivel de bienestar colectivo de que disfruta una sociedad, y que trata de dar respuesta a las siguientes cuestiones: Una vez alcanzada la asignación de recursos correspondiente a la situación de equilibrio, ¿qué podemos decir de las propiedades de optimalidad desde el punto de vista social?, ¿será dicha asignación la mejor de todas las posibles para la sociedad? En definitiva, se trata de abordar la valoración de una determinada situación social desde el punto de vista colectivo, para lo cual es necesario contar con algún criterio de elección social» (véase Eficiencia distributiva).

## Consideraciones generales
Bienestar social se refiere al bienestar general de la sociedad. Con postulados o asunciones lo suficientemente fuertes o generales, este bienestar puede ser especificado como la suma del bienestar de todos los individuos en una sociedad. Puede ser medido ya sea cardinalmente (en término de utilidades o dinero) u ordinalmente, en términos de eficiencia de Pareto. (véase también Eficiencia distributiva). El método cardinal de utilidades es raramente empleado en teoría pura debido a problemas de agregación que lo hacen impreciso y dudoso, excepto en percepciones muy generales que han sido ampliamente cuestionadas.
En la economía del bienestar aplicada -por ejemplo, en análisis del costo-beneficio, son generalmente empleados estimados de valor en términos monetarios, particularmente en aquellos análisis en los cuales los efectos de la distribución del ingreso son incorporados en los análisis -esto puede ser efectuado de forma implícita, por ejemplo, en aquellos análisis en los cuales se asume que tal distribución no tiene efecto en el análisis mismo. Desde un punto de vista práctico, la economía del bienestar analiza el bienestar general -cualquiera que sea su medida- en términos de las actividades económicas de los individuos que conforman una sociedad.
Desde el punto de vista ordinal, la economía del bienestar en general acepta las preferencias individuales como una referencia básica y propone el mejoramiento del bienestar -en términos de eficiencia de Pareto- desde una situación A a una B si por lo menos una persona prefiere B y ningún otro se opone. No hay necesidad de una “unidad cuantitativa” única o general del mejoramiento del bienestar.
Otra aproximación en la disciplina trata de unificar ambas visiones, utilizando equidad -medido en términos de distribución de ingresos y acceso a bienes y servicios- como una dimensión extra del bienestar
A partir de los 1980, los economistas del bienestar han estado interesados en un número de aproximaciones y problemáticas nuevas. Entre esos se encuentra la “aproximación de la capacidad" la que arguye que asuntos de libertad deben ser tenidos en consideración en estas materias . Esta aproximación ha sido de particular interés en círculos interesados en problemas de desarrollo, en los cuales un énfasis sobre el análisis multidimensional ha dado forma al concepto de Índice de desarrollo humano.
Entre los directamente interesados en asuntos de desarrollo, algunos economistas están desarrollando el concepto de "explotatividad" como un factor adicional (junto a utilidad, democracia, altruismo, etc) relevante
Algunos economistas se han interesado en utilizar “satisfacción con la vida” a fin de medir lo que Daniel Kahneman y asociados llaman “utilidad experimentada”.
En esos desarrollos jugó un papel de importancia el trabajo de Tibor Scitovsky, quien argumenta que bienestar ha sido confundido con “consumo” y, consecuentemente, con crecimiento económico, pero el progreso humano debe ser medido también desde la perspectiva de la Calidad. Scitovsky argumenta que el bienestar o placer derivado del consumo es un compuesto de varios elementos, entre los cuales un sentido de logro y desarrollo personal jugaría un papel mayor. Scitovsky argumenta que muchas sociedades pueden obtener un consumo de mejor calidad con menos recursos que otras, las que poseyendo mucho más recursos, solo logran calidades de consumo inferior. Sigue, argumenta Scitovsky, que debemos ser cuidados cuando comparamos estados de bienestar social. (véase también Calidad de vida)
Otros términos de interés incluyen externalidad, equidad, justicia, igualdad social y desigualdad social y altruismo.
Véase también: Teoremas fundamentales de la economía del bienestar

## Aproximación
Históricamente ha habido dos aproximaciones principales que han dominado el área: la primera, de la economía neoclásica, a partir principalmente de los trabajos de Francis Edgeworth, Arthur Pigou y Vilfredo Pareto ( otros incluyen Alfred Marshall, Henry Sidgwick, etc). La moderna nueva economía del bienestar se originó a partir de la La síntesis clásico-keynesiana o 'síntesis neoclásica' de autores tales como John Hicks; Nicholas Kaldor, Paul Samuelson, etc.
La aproximación neoclásica se basa en la percepciones que:
- Utilidad es cardinal, es decir, mensurable en una escala ya sea por la observación directa o por el juicio.
- Las preferencias son estables y de origen externo a los individuos.
- Consumo adicional provee utilidad decreciente (disminución de la utilidad marginal).
- Todos los individuos poseen “ funciones de utilidad[19] que son comparables entre sí. (a pesar de lo cual Edgeworth explícitamente evitó esta asunción en su "Mathematical Psychics”. (véase también: Teoría del consumidor).

A partir de esas asunciones es posible construir una función del bienestar social, simplemente por la suma de las funciones de utilidad individual en el punto donde esas funciones individuales se maximizan.
La "nueva economía del bienestar" concibe la utilidad como un concepto ordinal: las preferencias pueden ser organizadas en sucesión ordenada, pero ese orden no implica una medida absoluta u objetiva. Adicionalmente la aproximación reconoce explícitamente las diferencias entre los esfuerzos dedicados a entender la eficiencia y los dedicados a la Distribución y los trata diferentemente. Asuntos de eficiencia son medidos en relación con el criterio de eficiencia de Pareto y los test de compensación de Kaldor e Hicks. En la otra mano, los aspectos relacionados con la distribución del ingreso se cubren con las funciones de beneficio social. En adición, los estudios de la eficiencia han dejado de lado medidas cardinales y utilizan curvas ordinales de utilidad, que meramente arreglan en orden de interés “canastas de bienes” de forma tal que basta un “mapa del área” de la curvas de indiferencia para el análisis.
Debido en parte a la vastedad y complejidad del área la exposición que sigue estará principalmente referida a la aproximación generalmente conocida como economía del bienestar “tradicional” o “neo-clásica”.

## Relación entre producción y consumo
La relación entre la Producción y el Consumo en un sistema simple o modelos de 2x2x2 (dos consumidores, -consumidor 1 y consumidor 2-, solo dos productos (X e Y) y solo dos factores de producción ( (Trabajo (T) y Capital (K)) puede ser representada gráficamente de la siguiente manera:
En el diagrama se muestra el agregado de la Frontera de posibilidades de producción o “curva de transformación (línea PQ) muestra todos los puntos de eficiencia de acuerdo a Pareto en la producción de los bienes X e Y. Si la economía produce una mezcla A de tales bienes, la tasa marginal de transformación (MRT, por su nombre en inglés), X por Y es igual a 2. (es decir, se necesitan dos X por cada Y, o por cada Y producido se habrían producido dos X)
El punto A define el borde de una caja de Edgeworth que incluye el diagrama de consumo (véase también recta de balance). Este punto representa la situación en la cual la misma mezcla de productos (X e Y) pueden ser consumidos por ambos consumidores. Las preferencias relativas de ellos son representadas por las curvas de indiferencia dentro de la caja. En el punto B, la relación marginal de sustitución (MRS, en inglés) es igual a 2, en el punto C, es igual a 3. Solo en B el consumo está en equilibrio con la producción (MRS = MRT). La curva 0BCA (a menudo llamada “curva de contracción”) dentro de la caja de Edgeworth define el locus de los puntos de eficiencia en el consumo de los individuos (MRS1 = MRTS2). En la medida que nos movemos a lo largo de esa curva, estamos cambiando la mezcla de bienes que los individuos X e Y escogen consumir. Los datos de utilidad asociados con cada punto en esa curva pueden ser utilizados para crear funciones de utilidad. (ver aproximación, más arriba) a fin de determinar relaciones óptimas.

## Consideraciones acerca de preferencia, utilidad y bienestar
Hay numerosas combinaciones de utilidad del consumidor, canastas de bienes producidos y arreglos o mezclas de aportes de los factores al proceso productivo que son compatibles con la eficacia de acuerdo a Pareto. En teoría hay tantos “óptimos” como hay puntos en la curva de posibilidades de producción (ver discusión en “teoremas fundamentales de la economía del bienestar”, especialmente lo referido al teorema de separación y/o línea “r”) lo que implica una infinidad de posibles puntos de equilibrio entre el consumo y la producción que podrían producir tal(es) resultado(s) óptimo(s).
En consecuencia, se ha alegado , la eficiencia de Pareto es una condición necesaria pero no suficiente para el bienestar social Cada óptimo de Pareto corresponde a una distribución diferente del ingreso, etc, en la economía. Como podemos entonces determinar económicamente si alguna de esas distribuciones es más deseable que otras?
Esta es la decisión que se hace, explícita o implícitamente, cuando especificamos una ‘función del bienestar social”. Esa función incorpora juicios de valor acerca de la utilidad interpersonal en una sociedad. En otras palabras, es una manera matemática de establecer la importancia relativa de los individuos que constituyen una sociedad.
Una función utilitaria (también llamada una función del bienestar de Bentham) agrega la utilidad de cada individuo para obtener la de la sociedad. Desde este punto de vista, cada individuo es igual, sin importar cual sea el nivel inicial de utilidad de cada uno de ellos. Una unidad extra de utilidad para el que se muere de hambre es lo mismo que una medida extra para un magnate.
En el otro extremo están las aproximaciones “máxima-mínima” o “funciones de Rawls”. De acuerdo al criterio de Rawls, el bienestar se maximiza cuando la utilidad de quienes tienen menos se maximiza. Ninguna actividad económica aumentara el bienestar social a menos que mejore la situación de los miembros de la sociedad que estén peor.
La mayoría de los economistas en estas áreas especifican funciones del bienestar que son intermedias a esas dos visiones.
La función de bienestar social es generalmente trasladada o implementada como una curva de indiferencia social, a fin de poder emplearla en algún espacio gráfico, donde se la puede hacer interactuar con otras funciones económicas. Una “curva utilitaria” es linear (recta) y decae o disminuye hacia la derecha, mostrando que en la medida que la utilidad de un individuo aumenta, la del otro disminuye: hay solo una cierta cantidad de "utilidad social", a ser distribuida o compartida en la sociedad. La curvas max-mini aparecen como dos rectas con un mismo origen, formando un ángulo de 90 grados, mostrando que utilidad y beneficio social son complementarias : no importa cuanto se aumente la utilidad de uno, sin incrementar la del otro no hay incremento total en la sociedad, Curvas intermedias generalmente se asemejan a la primera, pero son, generalmente, curvas en lugar de rectas. Algunos las ven como una aproximación intermedia
Las formas intermedias de las curvas de indiferencia social pueden ser interpretadas como mostrando que, en la medida que la desigualdad social aumenta, lo más que se necesita aumentar el bienestar de quienes están bien a fin de compensar la pérdida de los que están mal.
Se puede construir una curva elementaria de bienestar social midiendo el valor monetario subjetivo de bienes y servicios distribuidos a los miembros de una economía a fin de calcular la “ganancia del consumidor’ y asumiendo que tal ganancia se emplea para adquirir bienes y servicios adicionales.

## Un modelo simple con siete ecuaciones
El problema central de la economía del bienestar es encontrar el máximo teórico de una función del bienestar social dada, sujeto a varias limitaciones tales como el estado de la tecnología en los sistemas productivos, recursos naturales disponibles, infraestructura nacional y limitaciones “sociales” (tales como la conducta de los individuos, maximización de las utilidades personales, maximización de las ganancias, etc).
En los modelos económicos más simples (como el 2x2x2 usado más arriba) lo anterior se puede lograr resolviendo simultáneamente siete ecuaciones. Repitiendo: esos modelos tendrían solo dos consumidores (consumidor 1 y consumidor 2), solo dos productos (X e Y) y solo dos factores de producción ( (Trabajo (T) y Capital (K)). Consideraciones adicionales se pueden establecer de la siguiente manera: dado que U1 es Utilidad de consumidor 1, U2 es Utilidad de consumidor 2, maximícese Bienestar Social (BS):
- BS = f (U1 U2) sujeto a las siguientes condiciones:

- K= Kx + Ky (la cantidad total de K es igual a la cantidad usada en la producción de bien X más la cantidad usada en la producción de bien Y)
- T = Tx + Ty (la cantidad de trabajo usada en la producción de X e Y)
- X= X (Kx Tx) (función de producción para bien X)
- Y = Y (Ky Ty) (función de producción para producto Y)
- U1 = U1 (X1 Y1) (preferencias de consumidor 1)
- U2 = U2 (X2 Y2) (preferencias de consumidor 2)

La solución de estas ecuaciones produce un óptimo de Pareto.
En un ejemplo realista, con millones de consumidores, cientos de miles de productos y varios factores de producción, los cálculos llegan ser, obviamente, mucho más complejas.
Adicionalmente es necesario notar que la solución a un grupo de ecuaciones no produce ni una recomendación política ni resuelve directamente problemas sociales. Sin embargo, tales soluciones pueden ser vistas legítimamente como argumentos a favor de la propuesta que, al menos teóricamente, tales problemas (por ejemplo, lograr una distribución equitativa de la renta) pueden ser resueltos.

## Maximización del bienestar social
Hemos visto como las funciones de utilidad pueden ser derivadas desde los puntos de una curva de contracción (ver relación entre producción y consumo). Muchas funciones, una por cada punto, pueden ser derivadas de tales curvas. Una frontera de utilidad social (también llamada La Gran Frontera de Utilidad) puede ser obtenida a partir del borde o límite externo de todas esas funciones de utilidad. Cada punto en la frontera de utilidad social representa una distribución de recursos eficiente dados los recursos de la economía en cuestión. En otras palabras, un óptimo de Pareto en la distribución de recursos económicos, en producción, en consumo y en la interacción de producción y consumo (oferta y demanda). (ver Teoremas fundamentales de la economía del bienestar
En el diagrama que sigue, la curva MN es la frontera de utilidad social. El punto D corresponde a B en el primer diagrama (Es decir, es el punto en el cual la relación marginal de sustitución]] (MRS, en inglés) esta en equilibrio con la relación marginal de transformación (MRT), es decir, donde el consumo y la producción se equilibran. (MRS = MRT).) Punto D está en la frontera de utilidad social debido a que la tasa marginal de sustitución en el punto B es igual a la tasa marginal de transformación en el punto A. Punto E corresponde con el punto C en el diagrama anterior y está dentro de la frontera de utilidad social (indicando ineficiencia) debido a que MRS en C es diferente a MRT en A.
A pesar de que todos los puntos en la Gran Frontera de Utilidad Social son eficientes de acuerdo a Pareto, solo uno identifica cuando la utilidad social se maximiza. Este punto (Z) es aquel en el cual la frontera de utilidad social (MN) es tangente con la curva social de indiferencia (SI) más alta posible.

## Bienestar y eficiencia
A pesar de que se considera que las economías poseen “eficiencia distributiva” cuando los bienes que se producen son distribuidos a las personas que obtienen el máximo de utilidad de ellos, muchos economistas prefieren utilizar el concepto de eficiencia de Pareto como la meta adecuada de eficiencia. De acuerdo a esta medida de bienestar social, una situación es óptima cuando la situación de nadie se puede mejorar sin hacer que algún otro este peor. (ver "Discusión" en Teoremas fundamentales de la economía del bienestar).
Esta eficiencia de Pareto solo se puede lograr si se satisfacen los siguientes cuatro criterios:
- La relación marginal de sustitución (RMS) en el consumo es idéntica para todos los consumidores. Esto sucede cuando ningún consumidor puede obtener más sin deprivar a algún otro.
- La relación marginal de transformación en la producción es idéntica para todos los productos. Esto sucede cuando es imposible incrementar la producción de un bien sin disminuir la de algún otro.
- El costo marginal del recurso es igual al ingreso marginal del producto para todos los procesos productivos. Esto sucede cuando el producto físico marginal de un factor es el mismo para todas las empresas que producen un bien determinado.
- Las relaciones marginales de sustitución en el consumo son iguales a la tasas marginales de transformación en la producción, por ejemplo, en aquellas áreas en las cuales la producción debe igualarse a los deseos de los consumidores.

Hay un número de condiciones que, se ha alegado, conducen a la ineficiencia. Entre ellos se incluyen:
- Estructuras de mercado imperfectas, tales como monopolio, monopsonios, oligopolios, y situaciones de competencia monopolística.

- Asignación imperfecta o ineficiente de los factores de producción.
- Fallas de mercado y externalidades, incluyendo el "costo social"[29]
- Discriminación de precios imperfecta,[30] incluyendo manipulación de precios.
- Información asimétrica, incluyendo falta de transparencia y el problema del agente-principal
- Declinación natural de costos de largo plazo en monopolios naturales.
- Ciertos tipos de impuestos y tarifas.

A fin de determinar si una economía está evolucionando hacia un óptimo de Pareto, han sido elaborados dos “tests de compensación”. Estos se basan en la asunción que la mayoría de los cambios mejoraran la situación de algunas personas pero empeoraran las de otros, así pues, estos exámenes se preguntan que sucedería si los ganadores compensaran a los perdedores. El “criterio de Kaldor” establece que si el máximo que los ganadores están preparados a pagar excede el mínimo que los perdedores están dispuestos a aceptar, el cambio contribuye a una situación óptima de acuerdo a Pareto. Esto se puede considerar como mirando el problema desde el punto de vista de los ganadores: que es lo que están dispuestos a ofrecer para obtener lo que desean. El “criterio de Hicks” considera la situación desde el punto de vista de los perdedores y establece que una actividad contribuirá a lograr un óptimo de Pareto si el máximo que los perdedores están dispuestos a ofrecer a los ganadores en orden a evitar el cambio es menos que el mínimo que los ganadores están preparados a aceptar para no implementarlo.
Si ambas condiciones son satisfechas, tanto los ganadores como los perdedores estarán de acuerdo en implementar la actividad propuesta y la economía progresara hacia una situación óptima de acuerdo a Pareto. Esto se refiere como Eficiencia de Kaldor e Hicks o Criterio de Scitovsky.

## Economía del bienestar en relación con otras áreas
La economía del bienestar utiliza muchas de las mismas técnicas propias comunes en la Microeconomía. Como tal, puede ser vista como una rama, área o especialización ya sea intermedia o avanzada de esta. Sin embargo, sus resultados pueden ser aplicados y ciertamente tienen implicaciones para la macroeconomía, de tal manera que la economía del bienestar puede ser vista como un puente entre ambas aproximaciones a la economía.
Los "análisis de costo-beneficio" son unos de los resultados específicos de las investigaciones y técnicas de la economía del bienestar, pero excluyen los aspectos de distribución del ingreso.
La ciencia política también comparte el interés en el área del bienestar social, pero utiliza técnicas menos cuantitativas.
Las teorías del desarrollo también exploran esos problemas, y los considera fundamentales para el proceso del desarrollo social .

## Críticas
Algunos, ya sea politólogos o economistas, tales como los de la escuela austríaca dudan si es posible establecer una función de utilidad cardinal y/o una función de bienestar social cardinal y si, aun cuando se pudiera, tales funciones tendrían algún valor o utilidad. La razón principal aducida para esta reluctancia es no solo la dificultad -tanto teórica como práctica- de crear curvas de utilidad social a partir del agregado de curvas individuales sino además una duda acerca de la representatividad de curvas que incluyen tanto los muy ricos como los muy pobres.
Adicionalmente se ha cuestionado el uso de distribuciones óptimas de acuerdo a Pareto, especialmente en relación con esquemas en los cuales no se conoce perfectamente la relación entre medios y bienes. La teoría neoclásica asume que esa relación está definida perfectamente.
Algunos incluso cuestionan el valor de funciones de utilidad ordinales, proponiendo en lugar de “índices de precios” funciones de “disposición a pagar” y otras medidas de inclinación a consumir. Se debe notar que es posible efectuar los cálculos de la economía del bienestar sin índices de precios, sin embargo, esto no es común.
Por último, se ha notado que los juicios de valor, aun los implícitos (presentes en los criterios de eficiencia) hacen que la economía del bienestar sea una disciplina altamente normativa, con visiones posiblemente influidas por percepciones políticas. Esto la puede hacer controversial.
Por ejemplo, se ha alegado que la aproximación paretiana, que si se puede decir que un desarrollo particular en la economía mejora la situación de por lo menos un individuo y no empeora la situación de ningún otro, se puede afirmar que el bienestar social ha incrementado, esta está basada en un juicio de valor y que es sobre ese juicio que se constituye como una visión utilitaria e individualista de la problemática del bienestar social, con interés centrado en los individuos como tales y exclusión de concepciones “orgánicas” del estado